# 아키야마 다카시
아키야마 다카시(일본어: 秋山 貴嗣, 1992년 10월 7일 ~ )는 일본의 전 축구 선수이다.

## 구단 경력
그는 2015년부터 2022년까지 J리그의 가이나레 돗토리, 후지에다 MYFC에서 활동하였다.